# Horisme catalalia
Horisme catalalia là một loài bướm đêm trong họ Geometridae.